# Коби, Рон
Рон Ааро́н Ко́би (ивр. רון אהרון קובי‎;
род. 17 января 1972, Тверия) — израильский политик, мэр города Тверия.

## Биография
Рон Коби родился в 1972 году в семье Михи Коби и Рины Леви. Учился в начальной школе «Макиф Амаль» в Тверии. Служил в армии солдатом воздушно-десантной бригады. После армии учился в колледже «Семинар ха-Кибуцим», имеет степень бакалавра образования.
Коби занимает должность генерального директора в компании Baraka Trading LTD — эксклюзивного дистрибьютора Shell на территории Израиля. Специализируется в области химической продукции и энергетики, представлял интересы международных энергетических компаний и нефтеперерабатывающей компании из США.
Коби является председателем фонда, созданного для израильских парашютистов-десантников, и возглавляет проект по оказанию помощи нуждающимся семьям военнослужащих воздушно-десантной бригады. Он также один из основателей организации РАМАХ, которая занимается оказанием профессиональной медицинской помощи во время кризисов.
Жена — Ширли, супруги воспитывают троих детей.

## Политическая деятельность
В 2011 году Коби создал форум «Поднимем Тверию из пепла» (ивр. מרימים את טבריה מהקרשים), чтобы привлечь внимание общественности к проблемам, затрагивающим город, — таким как социальные вопросы, охрана окружающей среды и организация местного самоуправления. В рамках работы форума Коби организовывал прямые трансляции в социальной сети Facebook, в ходе которых излагал свою политическую платформу.
В 2012 году Коби был арестован полицией Тверии по подозрению в том, что он угрожал бывшему мэру Тверии Зохару Оведу.
В 2013 Коби выставил свою кандидатуру на пост мэра, но не набрал необходимого количества голосов. Его соперниками были Йоси Бен-Давид и бывший член Кнессета Цион Пиньян.
В 2018 году он ещё раз выставил свою кандидатуру на пост мэра против действующего мэра, Йоси Бен-Давида, а также Циона Пиньяна. Произошел инцидент, который транслировался в прямом эфире в сети Facebook и во время которого было видно, как Бен-Давид ударил Коби, когда тот вел репортаж снаружи его офиса. В ходе своей политической кампании Коби придерживался жесткой линии против влияния еврейских религиозных ортодоксов («харедим») в городе. Из-за этой жесткой линии он не раз переживал серьёзные столкновения со своими оппонентами. 30 октября 2018 года Коби выиграл выборы у действующего мэра Йоси Бен-Давида набрав в 45 % (по израильским законам второй тур на выборах мэра не проводится, если один из кандидатов набрал более 40 % голосов).
Через несколько дней после избрания в интервью радиостанции «Галей Цахаль» Коби заявил, что намерен противодействовать развитию ортодоксального движения в Тверии и бороться против проектов жилищного строительства, предназначенных для религиозного сообщества. Он также заявил, что выступает против расширения влияния «харедим» в Тверии. Коби заявил: «Доля этого сектора в Тверии не может превышать 30 %. Я хочу, чтобы в Тверии все оставалось как сейчас: 22 % населения — Харедим.».
Победив на выборах мэра Тверии, Рон Коби сдержал своё обещание о запуске автобусов по субботам. Вопреки протестам ультраортодоксальной общины, 9 февраля 2019 года в Тверии начал работать первый автобусный маршрут, осуществляющий рейсы в шаббат. Бесплатный субботний автобус курсирует между жилыми кварталами и побережьем озера Кинерет.